# Acanthocyclops serrani
Acanthocyclops serrani – gatunek widłonoga z rodziny Cyclopidae, nazwa naukowa gatunku została po raz pierwszy opublikowana w 2009 roku przez zoologów Paolę Elizabeth Braicovich i Juana Tomása Timiego.